# 라 리스트
라 리스트(La Liste)는 세계 각국의 레스토랑을 종합적으로 평가하여 순위를 매기는 프랑스 기반의 글로벌 미식 가이드이다. 2015년, 프랑스 대사 필립 포르(Philippe Faure)의 주도 아래 각국의 미식 전문가들이 협력하여 창설되었다. 라 리스트는 특정 국가나 기관의 지원 없이 독립적으로 운영되며, 전 세계 500여 개의 레스토랑 관련 출판물, 가이드북, 미디어, 온라인 리뷰 등의 데이터를 통합한 알고리즘 기반 점수를 통해 보다 객관적이고 균형 잡힌 레스토랑 랭킹을 제시하는 것을 목표로 한다.
매년 말 ‘세계 최고의 톱 1000 레스토랑(The World’s Best Top 1000 Restaurants)’ 리스트를 발표하며, 파리의 프랑스 외무성에서 시상식을 개최한다. 최근에는 페이스트리, 호텔, 셰프 특별상 등을 포함한 다양한 부문으로 영역을 확장하고 있으며, 세계 미식 문화를 조명하고 미식 산업 내 다양한 주체들을 연결하는 국제적 플랫폼으로 자리잡고 있다.
또한, 라 리스트 모바일 애플리케이션을 통해 약 35,000개의 레스토랑, 7,000개의 호텔, 3,500개의 페이스트리 숍 셀렉션을 제공하며, 전 세계 사용자들이 수준 높은 미식 정보를 손쉽게 탐색할 수 있도록 지원하고 있다.